# Leslie Hawkins
Leslie Hawkins es una cantante estadounidense, reconocida por su colaboración con la banda Lynyrd Skynyrd entre diciembre de 1975 y octubre de 1977. Junto a Cassie Gaines y JoJo Billingsley, Hawkins formó el trío The Honkettes, encargado de aportar los coros para la mencionada banda. En la actualidad es la única sobreviviente del trío.
Leslie Hawkins quedó gravemente herida en el accidente aéreo que diezmó a Lynyrd Skynyrd el jueves 20 de octubre de 1977. Ella sufrió múltiples contusiones, en especial en su rostro, que requirieron una gran cantidad de cirugías estéticas, así como problemas de la columna vertebral causando parálisis parcial. Estas lesiones graves también han tenido un impacto psicológico en Leslie, que nunca volvió a la actividad profesional habitual en el mundo de la música.
En 2005 se reunió con varios antiguos miembros de Lynyrd Skynyrd como Ed King, Artimus Pyle y JoJo Billingsley. El objetivo de la reunión era recaudar fondos para las víctimas del huracán Katrina. Hawkins está casada, tiene dos hijos y tres nietos. Reside en Jacksonville.